# Epischoenus cernuus
Epischoenus cernuus är en halvgräsart som beskrevs av Margaret Rutherford Bryan Levyns. Epischoenus cernuus ingår i släktet Epischoenus och familjen halvgräs. Inga underarter finns listade i Catalogue of Life.